# HMS Rover (N62)
HMS Rover (N62) là một tàu ngầm  lớp Rainbow được Hải quân Hoàng gia Anh chế tạo vào đầu thập niên 1930. Nó là chiếc tàu chiến thứ bảy của Hải quân Anh được đặt cái tên này, mang ý nghĩa đi lang thang, trưởng đoàn hướng đạo, hay một tên cổ của cướp biển. Nhập biên chế năm 1931, nó được phái sang phục vụ tại Viễn Đông cho đến khi Chiến tranh Thế giới thứ hai bùng nổ, và được điều về tăng cường cho lực lượng tại Địa Trung Hải khi Ý tuyên chiến với Pháp. Nó đã tấn công nhiều đoàn tàu vận tải Ý, và đã bị hư hại nặng khi được phái đi trợ giúp cho tàu tuần dương hạng nặng HMS York tại Crete vào năm 1941. Sau khi hoàn tất việc sửa chữa tại Bombay, Ấn Độ vào cuối năm 1944, nó phục vụ tuần tra và huấn luyện tại Trincomalee, Ceylon cho đến khi chiến tranh kết thúc. Là chiếc duy nhất của lớp Rainbow sống sót qua chiến tranh, Rover cuối cùng bị bán để tháo dỡ vào ngày 30 tháng 7, 1946, và được tháo dỡ tại Durban, Nam Phi.

## Thiết kế và chế tạo

### Thiết kế
Lớp Rainbow được thiết kế như phiên bản cải tiến của  lớp Parthian dẫn trước, và dự định có tầm hoạt động xa nhằm phục vụ tại Viễn Đông. Chúng có chiều dài chung 287 foot 2 inch (87,5 m), mạn tàu rộng 29 foot 10 inch (9,1 m) và mớn nước trung bình 13 foot 10 inch (4,2 m). Con tàu có trọng lượng choán nước khi nổi 1.772 tấn Anh (1.800 t) và 2.030 tấn Anh (2.063 t) khi lặn. Lớp Rainbow có thủy thủ đoàn bao gồm 56 sĩ quan và thủy thủ, và có độ sâu lặn thử nghiệm tối đa 300 ft (91 m).
Khi di chuyển trên mặt nước, lớp Rainbow được cung cấp động năng từ hai động cơ diesel công suất 2.200 mã lực phanh (1.641 kW), mỗi chiếc dẫn động một trục chân vịt. Khi lặn mỗi trục chân vịt được dẫn động bởi một động cơ điện 660 mã lực (492 kW). Lớp Rainbow đạt được tốc độ tối đa 17,5 kn (32,4 km/h) trên mặt nước và 9 hải lý trên giờ (17 km/h; 10 mph) dưới nước. Chúng có tầm hoạt động tối đa 7.050 hải lý (13.060 km) ở tốc độ đường trường 9,2 hải lý trên giờ (17,0 km/h; 10,6 mph) khi nổi, và 62 hải lý (115 km; 71 mi) ở tốc độ 4 hải lý trên giờ (7,4 km/h; 4,6 mph) khi lặn.
Con tàu được trang bị sáu ống phóng ngư lôi 21 in (530 mm) trước mũi, và thêm hai ống phóng phía đuôi tàu. Nó mang thêm sáu ngư lôi để nạp lại, nâng tổng cộng ngư lôi mang theo là 14 quả. Nó cũng được trang bị một hải pháo QF 4,7 in (120 mm) Mk IX trên boong tàu.

### Chế tạo
Rover được đặt hàng vào ngày 28 tháng 2, 1929, và được đặt lườn tại xưởng tàu của hãng Vickers Shipbuilding and Engineering ở Barrow-in-Furness vào ngày 24 tháng 7, 1929. Nó được hạ thủy vào ngày 11 tháng 6, 1930 và nhập biên chế cùng Hải quân Hoàng gia Anh vào ngày 29 tháng 1, 1931.

## Lịch sử hoạt động

### 1931 - 1940
Rover được phái đi phục vụ cùng Chi hạm đội Tàu ngầm 4 tại Trạm Trung Hoa cho đến năm 1940, và đã đặt căn cứ tại Hong Kong. Tại đây chiếc Medway, tàu tiếp liệu tàu ngầm đầu tiên được Hải quân Hoàng gia Anh chế tạo cho mục đích này, đã phục vụ tiếp liệu và bảo trì cho Rover, cũng như cho các tàu ngầm chị em Rainbow, Regent và Regulus.<ref name=Mason> Khi Chiến tranh Thế giới thứ hai nổ ra tại Châu Âu vào đầu tháng 9, 1939, chiếc tàu ngầm bắt đầu hoạt động tuần tra tại các vùng biển Viễn Đông, và được điều sang đặt căn cứ hoạt động tại Singapore vào đầu năm 1940. Tại đây chiếc tàu ngầm từng tham gia huấn luyện chống tàu ngầm cùng các tàu khu trục thuộc Hải quân Hoàng gia Australia được phái sang hoạt động tại Địa Trung Hải.

### 1940 - 1945
Vào tháng 8, 1940, Rover được điều sang Aden, rồi đến tháng 10 đã gia nhập Chi hạm đội Tàu ngầm 1, đặt căn cứ tại Alexandria, Ai Cập. Nó bắt đầu hoạt động tuần tra trong Địa Trung Hải và đã tấn công nhiều đoàn tàu vận tải Ý.
Trong khi Trận Crete đang diễn ra vào tháng 4, 1941, Rover được phái từ Alexandria đến vịnh Souda để hỗ trợ cho việc cứu hộ tàu tuần dương hạng nặng HMS York, vốn bị hư hại nặng bởi xuồng máy tấn công chứa chất nổ của Ý, và chìm tại vùng nước nông. Rover đã cung cấp điện năng và trợ giúp phòng không cho hoạt động trục vớt, nhưng bản thân chiếc tàu ngầm lại bị trúng bom trong một đợt không kích vào ngày 24 tháng 4 và bị hư hại nặng. Kế hoạch trục vớt York phải hủy bỏ, còn Rover được kéo trở lại Alexandria để sửa chữa tạm thời giúp nó nổi được trước khi được tiếp tục kéo đến Singapore vào đầu tháng 8 để sửa chữa triệt để.
Vào đầu năm 1942, Lục quân Nhật Bản tiến quân dọc bán đảo Mã Lai đe dọa sự an toàn của Rover tại Singapore. Vì vậy chiếc tàu ngầm được kéo sang Bombay, Ấn Độ ngang qua Batavia, Đông Ấn thuộc Hà Lan và Trincomalee, Ceylon, đến nơi vào tháng 3, 1942, và tiếp tục được sửa chữa. Công việc bị kéo dài do gặp khó khăn về phụ tùng phải gửi từ Anh và phải dành ưu tiên cho những dự án khác, nên chỉ hoàn tất vào tháng 12, 1944.
Sau đó Rover gia nhập Hạm đội Đông đặt căn cứ tại Trincomalee, chủ yếu làm nhiệm vụ huấn luyện chống tàu ngầm. Đến tháng 7, 1945, khi Thế Chiến II vẫn chưa thực sự kết thúc, chiếc tàu ngầm được rút về cảng Kilindini, Mombasa, Kenya để chuẩn bị ngừng hoạt động. Rover là tàu ngầm duy nhất thuộc lớp Rainbow sống sót qua Thế Chiến II. Nó cuối cùng bị bán để tháo dỡ vào ngày 30 tháng 7, 1946, và được tháo dỡ tại Durban, Nam Phi.